# 6時のNEWS
『6時のNEWS』（ろくじのニュース）は、1978年10月2日から1982年10月1日まで、中京テレビ放送で放送されていたローカルワイドニュース番組である。

## 概要
中京広域圏に於ける夕方のローカルワイドニュース番組の嚆矢である中部日本放送（現・CBCテレビ）の『CBCニュースワイド』に遅れること4年、1978年10月に東海テレビ放送の『イブニングニュース630』と同時期に開始。中京テレビとしては初のローカルワイドニュース番組であった。

## キャスター
- 熊田克隆（当時、中京テレビアナウンサー）[2][3][4][5][6]
- 湯川千恵子[2][3][4]
- 藤木扶美[5][6]
- 肥後まゆみ（当時、中京テレビアナウンサー）[5][6]ほか

## 放送時間
- 月曜日 - 金曜日 18:00 - 18:30